# Plectorhinchus picus
Plectorhinchus picus és una espècie de peix de la família dels hemúlids i de l'ordre dels perciformes.

## Morfologia
Els mascles poden assolir els 84 cm de longitud total.

## Distribució geogràfica
Es troba des de les Seychelles fins a les Illes de la Societat i Japó.